# John Hale

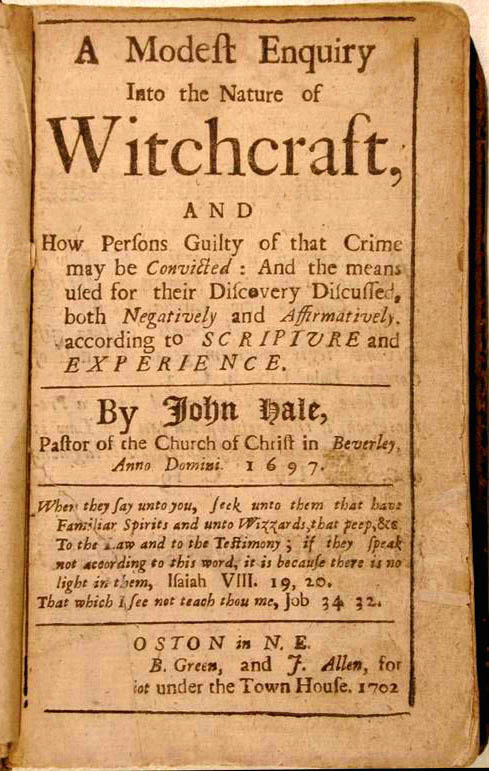
John Hales A Modest Enquiry Into the Nature of Witchcraft, publicerad 1702.

John Hale, ofta hänvisad till som pastor Hale, född 3 juni 1636, död 15 maj 1700, var en amerikansk predikant.
Hale var pastor i Beverly, Massachusetts i USA, under Häxprocesserna i Salem. Han var en av de mest framträdande och inflytelserika ur prästerskapet involverade i häxprocesserna, och är mest känd för att inledningsvis ha stöttat rättegångarna för att sedan ändra sig och publicera en skrift som kritiserade dem. Han skrev A Modest Enquiry into the Nature of Witchcraft år 1697, men den kom inte att publiceras förrän 1702, efter hans död.
Pastor Hale är en av de centrala personerna i Arthur Millers pjäs Häxjakt från 1952, som bygger på häxprocesserna i Salem.